# Eryngium × chevalieri
Eryngium × chevalieri är en hybridart i släktet martornar och familjen flockblommiga växter.
Arten är en korsning mellan Eryngium bourgatii och Eryngium campestre och förekommer i Pyreneerna. Den beskrevs av Frère Sennen 1914.